# Hasseltia guatemalensis
Hasseltia guatemalensis är en videväxtart som beskrevs av Otto Warburg. Hasseltia guatemalensis ingår i släktet Hasseltia och familjen videväxter. Inga underarter finns listade i Catalogue of Life.